# Hugh Allen
Hugh Wright Allen (Stella, 30 de abril de 1889 - 2 de março de 1972) foi um político provincial de Alberta, Canadá. Ele serviu como membro da Assembléia Legislativa de Alberta, de 1926 a 1935, sentado com a bancada United Farmers of Alberta. Durante seu tempo no cargo, ele serviu como ministro de gabinete nos governos dos primeiros-ministros, John Brownlee e Richard Gavin Reid.

## Carreira política
Allen correu para um assento à legislatura de Alberta na eleição geral de 1926 Alberta. Ele concorreu como candidato do United Farmers no distrito eleitoral provincial de Peace River vencendo na primeira contagem. Allen derrotou dois outros candidatos e levou 54% dos votos populares para ocupar o lugar do seu partido.
Devido à redistribuição de fronteiras na eleição geral de Alberta de 1930. A cidade de Grande Prairie tem seu próprio distrito eleitoral. Allen correu para a reeleição no novo distrito eleitoral provincial de Grande Prairie. Allen foi aclamado.
Em 10 de julho de 1934, o primeiro-ministro Richard Reid nomeou Allen para o Conselho Executivo de Alberta. Ele foi nomeado para dois portfólios de gabinete, o primeiro como Ministro de Assuntos Municipais e o segundo como Ministro de Terras e Minas..
Allen concorreu a um terceiro mandato em 1935 na eleição geral de Alberta. A eleição foi calorosamente contestada e acabou por ser a corrida mais próxima da província. Allen foi derrotado pelo candidato do Credit Social, William Sharpe, na contagem final.